# Rockstore
Le Rockstore est une salle de concert et une discothèque montpelliéraine située dans le centre-ville, basée sur l'ancienne Église de l'Observance.

## Historique
Le Rockstore occupe un bâtiment construit au XIIIe siècle et classé monument historique depuis le 27 février 2007, qui abritait un couvent de moines cordeliers et une grande église catholique romaine consacrée en 1264 par le cardinal Foucaud. La crypte dans laquelle étaient enterrés les moines se situe sous la salle de l'actuel Rockstore.
En 1521, des moines Observantins remplacent les Cordeliers.
Avec les guerres de religion des XVIe et XVIIe siècles, cette église est détruite et reconstruite plusieurs fois sur un espace plus modeste. Elle devient un temple protestant puis à nouveau une église catholique à la révocation de l'édit de Nantes en 1685. Charles Bonaparte, père de Napoléon Ier, venu se faire soigner à Montpellier d'un cancer de l'estomac, y décède le 24 février 1785, et est inhumé dans ce bâtiment, avant que ses cendres ne soient transférées à Saint-Leu-la-Forêt.
En 1791, le couvent est vendu comme bien national. Racheté par le consistoire de l’Église protestante de Montpellier en 1803, le temple, alors appelé « église de l'Observance » est reconstruit en 1821 dans un style architectural néo-classique qu'on lui connait aujourd'hui encore, avec une façade à fronton triangulaire. En 1870, L'imprimerie centrale du Midi (des frères Hamelin), occupe l'ancien temple protestant.
En 1903, le bâtiment devient le premier garage de la ville le « Modern' Garage » (enseigne Caraman mécanicien, spécialiste de la marque De Dion-Bouton). En 1927, la salle se transforme en cinéma, « l'Odéon ». On y projette par exemple, en avant-première en 1928 Napoléon d'Abel Gance. En 1979, « l'Odéon » devient « Grand Odéon » et temple du disco, puis le Rockstore depuis le 3 octobre 1986.
Le 7 octobre 2009, la ville de Montpellier devient propriétaire des murs du bâtiment. Lors de la rénovation des locaux, en 2013, la découverte de vestiges archéologiques impose des modifications d'aménagements qui engendrent des surcoûts de 2,3 millions d'euros pour préserver les sépultures dans la salle de concert.
En 2016, la salle mythique a fêté ses 30 années d'existence dans les nuits montpelliéraines.

## Architecture
Le Rockstore comprend cinq bars (dont un café-rock, à l'entrée), une grande salle pour les concerts, et un étage consacré aux musiques électroniques.
Sa capacité est d'environ mille personnes.
Depuis 1986, sur sa façade, au-dessus de la porte en guise de marquise, est accrochée une Cadillac rouge (Série 62, 7e génération) qui semble s'enfoncer dans le mur. L'idée est inspirée de la façade du premier « Hard Rock Café » de New York. Elle est devenue le symbole de ce lieu et une attraction touristique.

## La programmation et son historique
Le Rockstore a reçu des groupes de rock emblématiques au début de leur carrière comme Radiohead, U2, The Cure, Phoenix...
- 24 octobre 1980 : The Cure ;
- 30 juin 1981 : Siouxsie and the Banshees ;
- 22 octobre 1981 : The Cure ;
- 24 novembre 1984 : Metallica.